# 信息鉴定
信息鉴定（Message authentication），又稱数据原发鉴别，是信息安全中指一项信息在传输过程中未受更改（数据完整性）且接收方能验证信息来源的性质。信息鉴定不需要不可否认（Non-repudiation）性质。
信息鉴定通常通过使用訊息鑑別碼、认证加密或數位簽章方式完成。
部分密码学家将“未经保密的信息身份验证”系统——即允许预定的收件人验证来源信息，但不介意隐藏信息的纯文本内容——与认证加密系统区分开来。还有一部分密码学家研究使用阈下信道（Subliminal channel）发送明文信息，但实际上发送的是密文。

## 另请参阅
- 数据完整性
- 身份验证
- 拒斥认证（Deniable authentication）